# Transformers: Rescue Bots Academy
Transformers: Rescue Bots Academy (oder einfach Rescue Bots Academy) ist eine Flash-animierte Kinderfernsehserie über Discovery Family. Basierend auf dem Transformers-Franchise des Spielzeugherstellers Hasbro ist die Serie eine Fortsetzung von Transformers: Rescue Bots und teilt sich den Namen mit der Episode Rescue Bots Academy der dritten Staffel von Rescue Bots. Es wurde von Nicole Dubuc, Mitschöpferin von Rescue Bots, erstellt. Die ersten beiden Folgen wurden am 8. Dezember 2018 in der Vorschau gezeigt.  Die offizielle Premiere der Serie fand am 5. Januar 2019 statt. Die Synchronsprecher von Rescue Bots verlassen ihre Rollen und bestehende Charaktere werden mit in New York ansässigen Synchronsprechern neu besetzt.

## Handlung
Die Schule an der Transformers: Rescue Bots Academy hat begonnen und Griffin Rocks Helden Heatwave, der Feuer-Bot, Chase, der Polizei-Bot, Blades, der Copter-Bot, und Boulder, der Bau-Bot, sind zurück und bereit, eine neue Gruppe zu trainieren rekrutiert. Der junge Cube-Spieler Hot Shot, der aufstrebende Rettungsheld Hoist, der enthusiastische Whirl, der Baubot Wedge und der Feldsanitäter mit dem passenden Namen Medix sind gerade aus ihrer Heimatwelt Cybertron auf der Erde angekommen und haben die Ehre, sich als erste Klasse in der Geschichte für die Welt einzuschreiben Rescue Bots Academy, eine hochmoderne Trainingseinrichtung an einem streng geheimen Stützpunkt. Mit der Ermutigung von Optimus Prime, Bumblebee und Grimlock lernen die neuen Rekruten die Kraft der Teambildung durch simulierte und reale Rettungsmissionen, die die Bedeutung von Heldentum, Teamwork und vor allem Freundschaft hervorheben.

## Figuren

### Autobots

#### Rekruten der Rettungs-Bots
- Hot Shot ist ein ehemaliger Cube-Spieler, der von Optimus Prime rekrutiert wurde, der ihm außerdem ein Mul-T-Change-T-Zahnrad gibt, mit dem er jeden Tag einen anderen Fahrzeugmodus verwenden kann. Sein regulärer Fahrzeugmodus ist ein rot-gelbes ATV, während seine alternativen Formen ein rotes Düsenflugzeug und ein gelb-rotes Luftkissenboot sind. Später erhält er in Staffel 2 eine vierte Fahrzeugform, indem er den Feuerwehrauto-Modus von Heatwave scannt.
- Whirl ist ein begeisterter Polizeischüler, der wie Chase die Regeln eines Rettungsbots studiert hat und als Optimistin und Schwesterfigur des Teams fungiert. Sie verwandelt sich in einen blau-hellgrauen Polizeihubschrauber und nimmt später im Multi-Change-Handlungsstrang der zweiten Staffel die Form von Chases blauem Streifenwagen an.
- Hoist ist ein aufstrebender Erfinder und Mechaniker, der sich in einen blaugrünen Abschleppwagen verwandelt. In Staffel 1 zeigte sich, dass er Angst vor Dinosauriern hatte, als Grimlock die Akademie betrat, und überwand seine Angst später in „Mission Dinobot“ der zweiten Staffel vollständig. Während des T-Cog-Handlungsstrangs der zweiten Staffel scannte er Grimlocks Tyrannosaurus-Rex-Form, um selbst ein Dinobot zu werden.
- Medix ist ein Rekrut der Rescue Bots, der keine Überraschungen mag und ausschließlich mit Logik arbeitet. Er fungiert bei Einsätzen als Geheimdienstoffizier des Teams und verwandelt sich in ein weißes Einsatzfahrzeug mit grünen Zackenlinien und einer roten Lichtleiste auf dem Dach. Während des T-Cog-Handlungsstrangs der zweiten Staffel erhält er Blades weiß-orangefarbene Rettungshubschrauberform als zweite Form.
- Wedge ist ein ehemaliger Decepticon-Anführer, der sich in einen orangefarbenen Payloader verwandelt. Er hatte in Staffel 1 eine Rivalität mit Hot Shot und teilt die Fanboy-Einstellung von Blades gegenüber Bumblebee. Er besitzt sogar eine Sammlung von Sammelkarten mit allen wichtigen Autobots namens „Heroes of Cybertron“. Seine Decepticon-Vergangenheit wird in der Episode „More Than Meets the Eye“ der zweiten Staffel enthüllt, als das Team nicht sicher ist, wie es mit Laserbeak umgehen soll. Wie Hot Shot glaubte Optimus Prime, dass er Potenzial hatte und rekrutierte ihn. Später erhält er als Hommage an sein Idol Bumblebee einen zweiten Sportwagenmodus. Wedge hat Höhenangst, wie bereits in der ersten Staffel festgestellt wurde.

## Synchronisation
Synchronstudio: Iyuno-SDI
Dialogrichtung: Jesco Wirthgen, Karlo Hackenberger
Übersetzung: Cornelia Steiner, Frank Schröder, Frank Turba
Musikalische Leitung: Rafael Albert
| Rolle            | Originalsprecher                  | Deutsche Sprecher |
| ---------------- | --------------------------------- | ----------------- |
| Hot Shot         | Pierce Cravens                    | Ozan Unal         |
| Whirl            | Courtney Shaw                     | Cathlen Gawlich   |
| Glow             | Courtney Shaw                     |                   |
| Hoist            | Alan Trinca                       | Jesco Wirthgen    |
| Medix            | Adam Andrianopoulous              | Patrik Cieslik    |
| Scorch           | Adam Andrianopoulous              |                   |
| Wedge            | Mason Hensley                     | Dirk Petrick      |
| Heatwave         | Paul Guyet                        |                   |
| Chase            | Frank Cwiklik                     |                   |
| Boulder          | Keyon Williams                    |                   |
| Blades           | Michael Hansen                    |                   |
| Grimlock         | Terrence Flint                    |                   |
| Bumblebee        | Jeremy Levy                       |                   |
| Perceptor        | Jeremy Levy                       |                   |
| Ratchet          | Todd Perimutter                   |                   |
| Optimus Prime    | Jake Foushee Hiro Diaz (Recruits) |                   |
| Sludge           | Billy Bob Thompson                |                   |
| Snarl            | Mark Ashton                       |                   |
| Slash            | Alex Hairston                     |                   |
| Brushfire        | Bimini Wright                     |                   |
| Cody Burns       | Andy Zou                          |                   |
| Wes              | Xander Crowell                    |                   |
| Francine Greene  | Kaitlin Becker                    |                   |
| Tough Luck Chuck | Todd Perlmutter                   |                   |
| Citadel Secundus | Frank Cwiklik                     |                   |